# Luol Deng
Luol Deng (Wau, 16 de abril de 1985) es un exjugador de baloncesto británico, de origen sursudanés, que disputó 15 temporadas la NBA. Con 2,06 metros de estatura jugaba en la posición de alero.

## Inicios
Luol Deng nació en la tribu dinka de Sudán del Sur. Cuando era niño, su padre Aldo, miembro del parlamento sudanés, se trasladó junto con su familia a Egipto para escapar de la segunda guerra civil sudanesa. En Egipto conocieron al por entonces pívot de la NBA Manute Bol, otro dinka, que enseñó a Deng y a su hermano mayor a jugar al baloncesto, siendo su mentor. Cuando recibieron asilo político emigraron a Londres, Inglaterra. Deng se interesó en el fútbol y en el baloncesto, siendo llamado para jugar en las selecciones inglesas Sub-15 de ambos deportes.

## Trayectoria deportiva

### Universidad
A la edad de 16 años, Deng se trasladó a los Estados Unidos para jugar al baloncesto en la Academia Blair de Nueva Jersey, donde uno de sus compañeros sería también un futuro jugador de la NBA (Charlie Villanueva). En su segundo año fue considerado el jugador más prometedor de instituto tras LeBron James. Fue incluido en el primer equipo All-America por la revista Parade Magazine y el USA Today. Una vez graduado, decidió acudir a la Universidad de Duke. En una temporada en Duke, promedió 30.1 minutos y anotó 15.1 puntos por partido. Fue elegido Novato del Año de la NCAA e incluido en el mejor quinteto freshman y el segundo absoluto de la ACC.

#### Estadísticas
| Año     | Equipo | PJ | PT | MPP  | %TC  | %3P  | %TL  | RPP | APP | ROB | TPP | PPP  |
| ------- | ------ | -- | -- | ---- | ---- | ---- | ---- | --- | --- | --- | --- | ---- |
| 2003–04 | Duke   | 37 | 32 | 31.1 | .476 | .360 | .710 | 6.9 | 1.8 | 1.3 | 1.1 | 15.1 |

### NBA

#### Chicago: 2005-2014

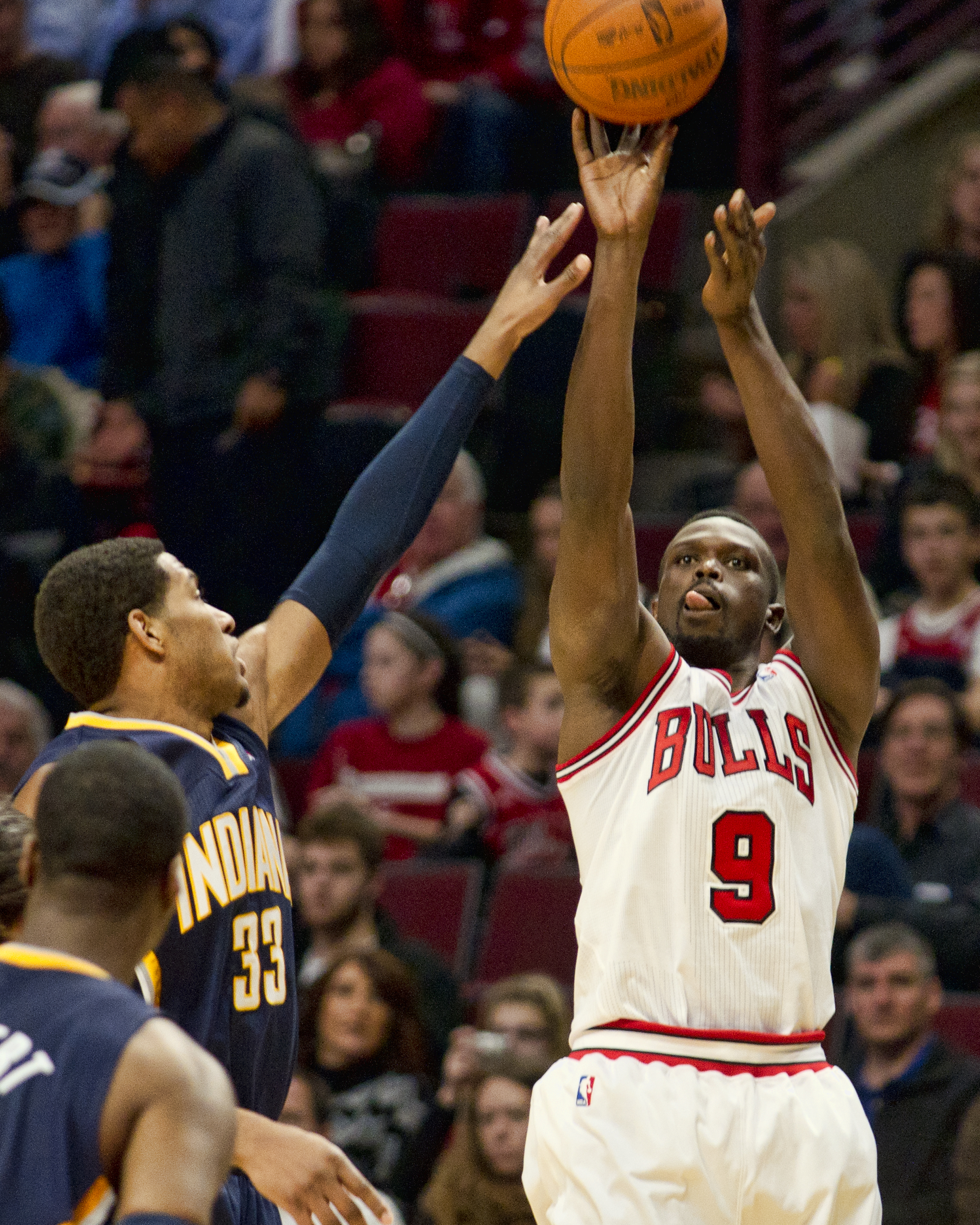
Deng lanzando a canasta con los Bulls

Después de solo un año en Duke, Deng formó parte del Draft de la NBA de 2004. Fue elegido en el séptimo lugar por los Phoenix Suns, pero inmediatamente fue traspasado a los Chicago Bulls por un acuerdo anterior. Deng sufrió una lesión de muñeca al final de su primera temporada como novato (rookie), pero aun así pudo entrar en el primer quinteto All-Rookie de la NBA y ayudó a resurgir a los Bulls en su retorno a los playoffs tras varios años. Deng promedió 11.7 puntos por partido, jugando 61 encuentros. El 8 de febrero Deng consiguió un doble-doble, incluyendo 30 puntos, contra los Dallas Mavericks.
En su segunda temporada rindió a un gran nivel entre marzo y abril para contribuir a que los Bulls entraran por segunda vez consecutiva en los playoffs. Sus estadísticas ofensivas mejoraron en su temporada de sophomore (segunda temporada), anotando 14.3 puntos por partido y consiguiendo 6.6 rebotes por partido, frente a los 5.3 de su temporada de novato (rookie). Deng logró cuatro doble-doble (cifras de dos dígitos en dos estadísticas, más de 10 puntos y rebotes por partido) seguidos desde el 28 de febrero hasta el 5 de marzo. En los playoffs, los Bulls cayeron eliminados frente a los Miami Heat en la serie al mejor de 7 partidos. Deng fue suplente, saliendo desde el banquillo, en seis partidos, logrando un promedio de 10 puntos por partido.
Al comienzo de la temporada 2006-07, Deng se afianzó en el quinteto inicial de los Bulls y jugó de titular los primeros 30 partidos. Sus anotaciones continuaron mejorando, hasta que el 29 de diciembre su promedio de anotación llegó a los 17.6 puntos por partido, superado solo por Ben Gordon.
El 27 de diciembre de 2006 parecía que Deng se había vuelto a lesionar la muñeca en el partido que les enfrentó a los Miami Heat. Deng consiguió tres días después su récord de anotación con 32 puntos contra los Cavaliers. Varios meses después anotó un nuevo récord de anotación personal con 38 puntos contra los Portland Trail Blazers, probando que su aparente lesión no era de preocupar.
El 1 de noviembre de 2010, Deng anotó un nuevo récord de anotación personal con 40 puntos (14-19 tiros de campo) contra los Portland Trail Blazers. El 24 de febrero de 2011, anotó 20 puntos, con 10 rebotes, contra los Miami Heat, anotando el tiro de la victoria con 16 segundos en el reloj. A través de la temporada, Deng mejoró su tiro de tres luego de que el dirigente Tom Thibodeau le pidiera que lo hiciera. En las pasadas cuatro temporadas, Deng había intentado 132 tiros de tres, mientras que en esta temporada intento 333, anotando 115 para un porcentaje de 34%.
Deng culminó la temporada con un promedio de 17.4 puntos y 5.8 rebotes, siendo el tercer anotador para los Bulls después de Derrick Rose (25.0) y Carlos Boozer (17.5). Esta es también la séptima temporada seguida que Deng promedia en dobles dígitos. Durante la primera ronda de los playoffs contra los Indiana Pacers, Deng promedió 18.6 puntos y 6.2 rebotes por juego, siendo el segundo mejor anotador del equipo después de Derrick Rose.
El 31 de marzo de 2011, Eric Bressman de la revista Dime catalogó a Deng como "el jugador más infravalorado". El dirigente Thibodeau se ha referido en varias ocasiones a Deng como el "pegamento" que mantiene al equipo unido. "Luol es profesional. Practica duro. Se prepara bien. Estudia a su oponente. Es tremendo ejecutando ofensiva y defensivamente. Ha ayudado a este equipo a mejorar cada día" dijo Thibodeau.

#### Cleveland: 2014
El 7 de enero de 2014, Luol Deng fue traspasado a los Cleveland Cavaliers, a cambio de Andrew Bynum y 3 rondas de draft.

#### Miami Heat: 2014-2016
Tras la salida de LeBron James, el 15 de julio de 2014, Deng firmó un contrato para jugar con los Miami Heat por dos temporadas y $20 millones de dólares.
Finalizaría dicha temporada en abril al no entrar en Playoffs y habiendo promediado 14 puntos, más de 5 rebotes y alrededor de 2 asistencias por partido.
A finales del mes de julio de 2015 se confirma la continuidad de Deng en el Miami Heat después de ejercer su player option a cambio de algo más de 10 millones de dólares.

#### Los Angeles Lakers: 2016-2018
Tras dos temporadas en Miami, el 2 de julio de 2016 firmó un contrato de $72 millones por 4 temporadas con Los Angeles Lakers. Este contrato finalizó el 1 de septiembre de 2018 vía 'Buyout'.

#### Minnesota Timberwolves: 2018-2019
El 10 de septiembre de 2018, Deng firmó un contrato de un año, por $2.4 millones con los Minnesota Timberwolves.

## Estadísticas de su carrera en la NBA
|  | Líder de la liga |

### Temporada regular
| Año      | Equipo      | PJ  | PT  | MPP  | %TC  | %3P  | %TL   | RPP | APP | ROB | TPP | PPP  |
| -------- | ----------- | --- | --- | ---- | ---- | ---- | ----- | --- | --- | --- | --- | ---- |
| 2004-05  | Chicago     | 61  | 45  | 27.3 | .434 | .265 | .741  | 5.3 | 2.2 | .8  | .4  | 11.7 |
| 2005-06  | Chicago     | 78  | 56  | 33.4 | .463 | .269 | .750  | 6.6 | 1.9 | .9  | .6  | 14.3 |
| 2006-07  | Chicago     | 82  | 82  | 37.5 | .517 | .143 | .777  | 7.1 | 2.5 | 1.2 | .6  | 18.8 |
| 2007-08  | Chicago     | 63  | 59  | 33.8 | .479 | .364 | .770  | 6.3 | 2.5 | .9  | .5  | 17.0 |
| 2008-09  | Chicago     | 49  | 46  | 34.0 | .448 | .400 | .796  | 6.0 | 1.9 | 1.2 | .5  | 14.1 |
| 2009-10  | Chicago     | 70  | 69  | 37.9 | .466 | .386 | .764  | 7.3 | 2.0 | .9  | .9  | 17.6 |
| 2010-11  | Chicago     | 82  | 82  | 39.1 | .460 | .345 | .750  | 5.8 | 2.8 | 1.0 | .6  | 17.4 |
| 2011-12  | Chicago     | 54  | 54  | 39.2 | .412 | .367 | .770  | 6.5 | 2.9 | 1.0 | .7  | 15.3 |
| 2012-13  | Chicago     | 75  | 75  | 38.7 | .426 | .322 | .816  | 6.3 | 3.0 | 1.1 | .4  | 16.5 |
| 2013-14  | Chicago     | 23  | 23  | 37.4 | .452 | .274 | .815  | 6.9 | 3.7 | 1.0 | .2  | 19.0 |
| 2013-14  | Cleveland   | 40  | 40  | 33.8 | .417 | .315 | .771  | 5.1 | 2.5 | 1.0 | .1  | 14.3 |
| 2014-15  | Miami       | 72  | 72  | 33.6 | .469 | .355 | .761  | 5.2 | 1.9 | .9  | .3  | 14.0 |
| 2015-16  | Miami       | 74  | 73  | 32.4 | .455 | .344 | .755  | 6.0 | 1.9 | 1.0 | .4  | 12.3 |
| 2016-17  | L.A. Lakers | 56  | 49  | 26.5 | .387 | .309 | .730  | 5.3 | 1.3 | .9  | .4  | 7.6  |
| 2017-18  | L.A. Lakers | 1   | 1   | 13.0 | .500 | .000 | .000  | .0  | 1.0 | 1.0 | .0  | 2.0  |
| 2018-19  | Minnesota   | 22  | 2   | 17.8 | .500 | .318 | .714  | 3.3 | .8  | .7  | .4  | 7.1  |
| Total    | Total       | 902 | 828 | 34.3 | .456 | .332 | .769  | 6.1 | 2.3 | 1.0 | .5  | 14.8 |
| All-Star | All-Star    | 2   | 0   | 11.5 | .333 | .200 | 1.000 | 1.0 | 1.0 | .0  | .0  | 5.0  |

### Playoffs
| Año   | Equipo  | PJ | PT | MPP  | %TC  | %3P  | %TL  | RPP | APP | ROB | TPP | PPP  |
| ----- | ------- | -- | -- | ---- | ---- | ---- | ---- | --- | --- | --- | --- | ---- |
| 2006  | Chicago | 6  | 0  | 30.0 | .429 | .200 | .571 | 4.8 | .5  | .8  | .7  | 10.2 |
| 2007  | Chicago | 10 | 10 | 41.0 | .524 | .000 | .807 | 8.7 | 2.4 | 1.0 | .7  | 22.2 |
| 2010  | Chicago | 5  | 5  | 40.6 | .463 | .083 | .731 | 5.0 | 1.4 | 1.4 | .8  | 18.8 |
| 2011  | Chicago | 16 | 16 | 42.9 | .426 | .324 | .839 | 6.6 | 2.7 | 1.5 | .6  | 16.9 |
| 2012  | Chicago | 6  | 6  | 38.0 | .456 | .364 | .571 | 8.3 | 1.5 | .8  | 1.5 | 14.0 |
| 2013  | Chicago | 5  | 5  | 44.8 | .381 | .056 | .400 | 7.6 | 3.8 | 1.0 | .6  | 13.8 |
| 2016  | Miami   | 14 | 14 | 35.4 | .371 | .421 | .842 | 5.9 | 1.6 | .9  | .6  | 13.3 |
| Total | Total   | 62 | 56 | 39.1 | .455 | .311 | .765 | 7.0 | 6.7 | 1.1 | .7  | 15.9 |

## Selección nacional
Deng optó por representar a Inglaterra, en lugar de Sudán, y ha integrado las selecciones sub-16 y sub-19 del país europeo. En octubre de 2006, Deng se naturalizó británico y fue seleccionado en la selección de Gran Bretaña para participar en los campeonatos europeos, con vistas a la posible participación de Gran Bretaña en las olimpiadas de Londres 2012. Deng debutó con la selección de Gran Bretaña contra Georgia en Pau, el 9 de agosto de 2007, e hizo 19 puntos.
El 9 de julio de 2011, su tierra natal Sudán del Sur se independizó del resto de Sudán, por lo que Deng tuvo la opción de jugar a partir de ese momento para la nueva nación, pero decidió mantener su elegibilidad con Inglaterra e integró la plantilla del Reino Unido en los Juegos Olímpicos de 2012.

## Vida personal
Deng se ha involucrado en numerosas causas humanitarias, como la escuela de caridad del Reino Unido, la School Home Support. Tuvo un papel destacado en la cooperación con Lost Boys of Sudan y otros refugiados. En los veranos de 2006 y 2007, Luol viajó a África, Asia y Europa con la gira de la NBA Basketball Without Borders. Y además fue conferenciante en el World Food Programme.
Ha manifestado ser seguidor de la Premier League inglesa, y en especial del Arsenal F.C.
Deng fue portada del NBA Live 09 y NBA Live 10 en su versión para el Reino Unido.
Su primo, Peter Jok, también juega al baloncesto profesionalmente.
Deng lleva invirtiendo en el sector inmobiliario desde que entró en la liga en 2004 y ha amasado una gran cartera, que incluye hoteles, complejos turísticos, y edificios de apartamentos, por valor de $125 millones.
En noviembre de 2019, fue designado por cuatro años, como presidente de la Federación de Baloncesto de Sudán del Sur.
En 2020, fue incluido en la lista anual de Powerlist como una de las personas más influyentes del Reino Unido de ascendencia africana/afrocaribeña.

### Entrenador
El 24 de noviembre de 2020, se anunció que sería el nuevo entrenador de la Selección de baloncesto de Sudán del Sur de cara a la clasificación del AfroBasket 2021.